# Anacionalizam
Anacionalizam je pojam koji je nastao među govornicima/korisnicima esperanta. On opisuje kozmopolitičke predodžbe koje kroz nepostojanje nacionalne vezanosti povezuju neke ili sve od sljedećih navedenih struja i ideja:
- radikalni anti-nacionalizam
- Univerzalizam
- orijentacija "Jednog svijeta"
- prihvaćanje povijesnog trenda globalne standardizacije jezika, ili, u nekim slučajevima čak i želju da taj proces ubrza
- želja za političkim obrazovanjem i organizacijom svjetskog proletarijata u smislu ovih ideja
- korisnost esperanta kao instrument prosvjetiteljstva

Organizacija Anacionalni svjetski savez (Sennacieca Asocio Tutmonda, SAT) je stvorena kao anacionalistička skupina, koja sama po sebi nije nacionalno organizirana.

## Vanjske poveznice
- Anacionalistička frakcija SAT